# Estorninho-preto

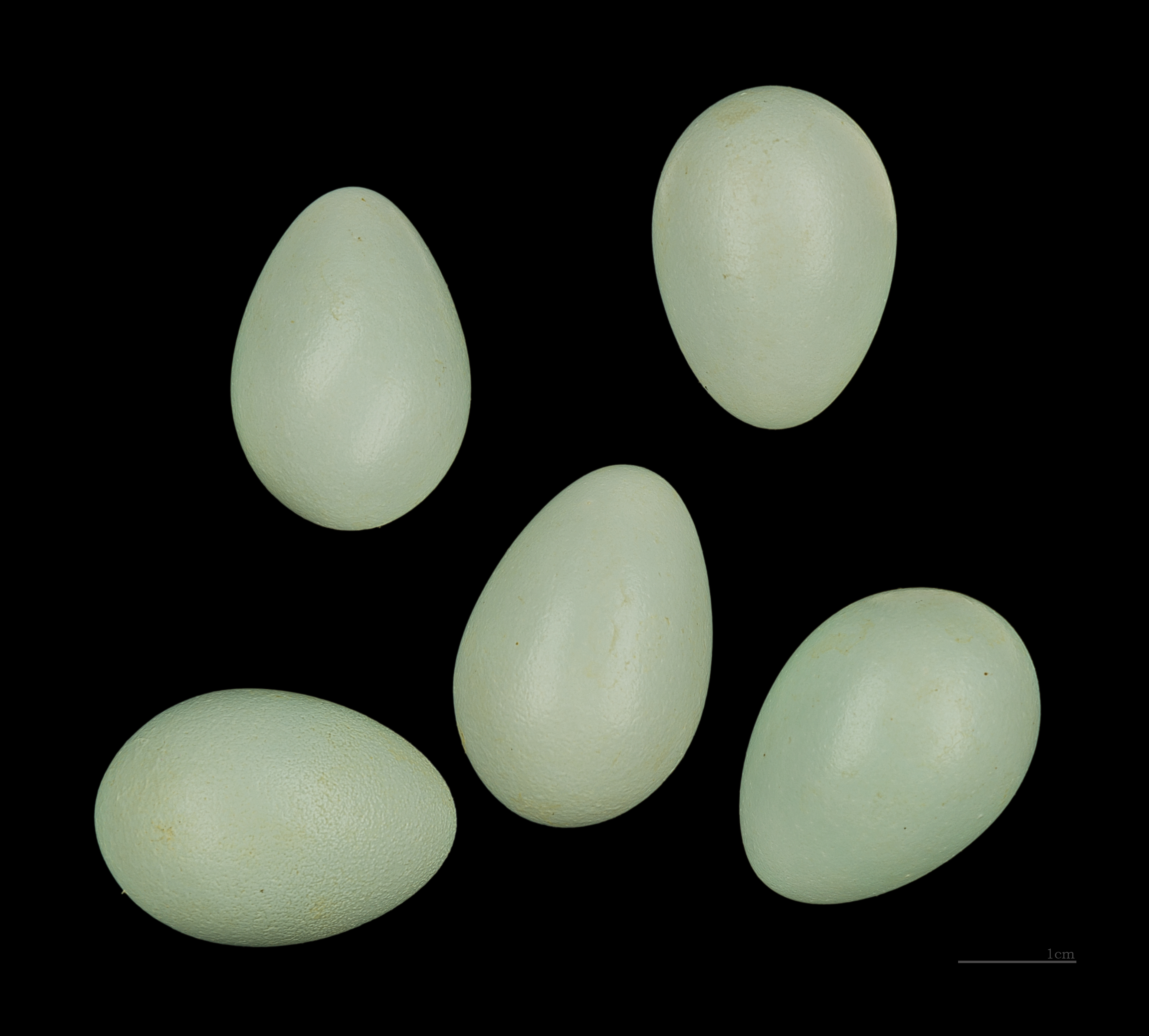
Sturnus unicolor - MHNT

O estorninho-preto (Sturnus unicolor) é uma ave da família Sturnidae. Caracteriza-se pela plumagem preta reluzente. O bico é amarelo e as patas são vermelhas.
Esta espécie distribui-se unicamente pela Península Ibérica e pelo sudoeste de França. Em Portugal é uma espécie residente bastante comum.

## Subespécies
A espécie é monotípica (não são reconhecidas subespécies).